# Бари Милс
Бари Байрън Милс (на английски: Barry Byron Mills) е американски престъпник, един от лидерите на затворническата банда Арийско братство.

## Биография

### В затвора
През 1964 г., заедно с други бели затворници, създава затворническата банда „Арийско братство“.

### Залавяне
През март 2006 г., заедно с още 3 други лидери от Арийското братство, включително Тайлър Бингам, са обвинени за множество престъпления, включително убийства, конспирация, трафик на наркотици и рекет, след което е осъден и изпратен в затвора в гр. Флоренция, щата Колорадо.